# آدیار، چنای
آدیار (به انگلیسی: Adyar) یک منطقهٔ مسکونی بزرگ در هند است که در جنوب چنای در تامیل نادو واقع شده‌است.